# Matjaž Smodiš
Matjaž Smodiš (Trbovlje, 13 december 1979) is een Sloveens basketballer die speelde voor het nationale team van Slovenië.

## Carrière
Matjaž Smodiš begon zijn carrière in 1994 bij Krka Novo mesto. Met deze club werd hij Landskampioen van Slovenië in 2000. In 2000 verhuisde hij naar Virtus Bologna in Italië. Met Virtus werd hij Landskampioen van Italië in 2001. Ook werd hij Bekerwinnaar van Italië in 2001 en 2002. Met Virtus won hij de EuroLeague in 2001. Ze wonnen van Tau Cerámica Vítoria uit Spanje met 3-2 in een Best-of-5. In 2003 stapte hij over naar de rivaal Skipper Bologna. Met Skipper werd hij Landskampioen van Italië in 2005. In 2005 verhuisde hij naar CSKA Moskou in Rusland. Met CSKA werd hij zes keer Landskampioen van Rusland in 2006, 2007, 2008, 2009, 2010 en 2011. Hij werd ook drie keer Bekerwinnaar van Rusland in 2006, 2007 en 2010. Ook won hij de VTB United League in 2008. Hij won met CSKA twee keer de EuroLeague. In 2006 wonnen ze van Maccabi Elite Tel Aviv uit Israël met 73-69. In 2008 wonnen ze weer van Maccabi Elite Tel Aviv. Nu met 91-77. In 2011 ging hij spelen voor KK Cedevita in Kroatië. Met Cedevita werd hij Bekerwinnaar van Kroatië in 2012. In 2012 keerde hij terug naar Krka Novo mesto. Met deze club werd hij Landskampioen van Slovenië in 2013. In 2013 stopte hij met basketbal.

## Erelijst
- Landskampioen Slovenië: 2
  - Winnaar: 2000, 2013

- Landskampioen Italië: 2
  - Winnaar: 2001, 2005

- Bekerwinnaar Italië: 2
  - Winnaar: 2001, 2002

- Landskampioen Rusland: 6
  - Winnaar: 2006, 2007, 2008, 2009, 2010, 2011

- Bekerwinnaar Rusland: 3
  - Winnaar: 2006, 2007, 2010

- Bekerwinnaar Kroatië: 1
  - Winnaar: 2012

- EuroLeague: 3
  - Winnaar: 2001, 2006, 2008

- VTB United League: 1
  - Winnaar: 2008